# Légendier de Cîteaux
Le Légendier de Cîteaux (ou Légendaire de Cîteaux ou Lectionnaire de Cîteaux) est un manuscrit enluminé en latin et réalisé à Cîteaux dans la première moitié du XIIe siècle. Cet ouvrage faisait partie des livres utilisés dans le cadre de la vie monastique : un légendier, aussi intitulé plus simplement « Vie des saints » (« Vitae Sanctorum »), est, comme son nom l’indique, un recueil hagiographique compilant les vies des saints afin de les commémorer lors de la liturgie. Celui-ci ne nous est pas parvenu en totalité : seuls subsistent aujourd’hui les deux derniers tomes et les fragments d’un supplément. Comme les autres manuscrits provenant de l’abbaye, ceux-ci sont conservés à la bibliothèque Municipale de Dijon (mss. 641-642-643). Le texte copié est enrichi d’enluminures ouvragées qui ont fait la renommée de l’ouvrage. La numérisation de ce livre, réalisée par la Bibliothèque municipale de Dijon, est disponible en ligne.

## Historique
Le légendier a été copié à l’abbaye de Cîteaux pour être utilisé dans la même abbaye. À l’époque, le monastère fondé peu de temps auparavant a besoin de se constituer une bibliothèque, nécessaire à la vie monastique et ses rituels. Pour cela, les premiers moines lancent un ambitieux programme de copie dont ferait partie cet ouvrage. La majeure partie du manuscrit est datée du premier tiers du XIIe siècle au vu du style des décors. À l’instar des Morales sur Job de Cîteaux, le manuscrit aurait été réalisé sous l’abbatiat d’Étienne Harding, (abbé de Cîteaux de 1109 à 1133), juste après la copie de la Bible qui porte son nom. Il est en tout cas possible d’affirmer qu’il fait partie des premiers manuscrits de Cîteaux, copiés avant que les ouvrages cisterciens ne bannissent l’emploi de miniatures historiées à la suite des préconisations de Bernard de Clairvaux. En effet, les livres de la seconde moitié du XIIe siècle présentent des « lettres non peintes et d’une seule couleur », bien loin du faste ornemental qu’a pu montrer ce légendier.
Le légendier a été copié pour l’abbaye de Cîteaux et a été conservé dans la bibliothèque de l’abbaye jusqu’à la Révolution française. À cette époque, l’abbaye ferme et ses biens sont confisqués. Les manuscrits de sa bibliothèque sont transférés à Dijon et sont conservés à la Bibliothèque municipale.

## Description

### L’Ouvrage
Ce sont seulement deux tomes du légendier de Cîteaux qui nous sont parvenus et qui sont conservés à la bibliothèque municipale de Dijon, ainsi qu’un volume fragmentaire de suppléments. Les décors sont en partie inachevés dans les deuxièmes et troisièmes volumes (mss. 642-643) et quelques feuillets ont été ajoutés après le XIIe siècle. Cet ouvrage, copié à la main sur des feuillets de parchemin, est par sa technique même particulièrement précieux, cette préciosité étant augmentée par son décor ouvragé.
Le premier volume (conservé sous la cote ms. 641) est consacré à la vie des saints fêtés sur la période entre le 8 août et le 11 novembre, et le deuxième (ms. 642) à ceux commémorés entre le 13 novembre et le 24 décembre). Le troisième volume (ms. 643) contient des suppléments pour les mois de juillet à novembre. Les manuscrits constituent donc un ouvrage utile à la vie monastique, où les moines peuvent lire chaque jour une biographie du saint célébré à cette date, parfois accompagnée d’une illustration, par exemple, pour le premier tome, des images de saint Taurin fêté le 11 août (f. 4v), de saint Matthieu, correspondant au 21 septembre (f. 57r), ou encore saint Martin pour le 11 novembre, (f. 113r), entre autres.

### Décor
Avec les deux ouvrages les plus connus de l’ancienne bibliothèque de Cîteaux, la Bible d'Étienne Harding et les Morales sur Job, le légendier est un des manuscrits les plus richement décorés parmi ceux produits dans l’abbaye à cette époque. Les historiens classent ses illustrations et ses miniatures parmi le « deuxième style » de Cîteaux. Ce « deuxième style », aussi qualifié de « style grave » voire de « style byzantin » se caractérise par des scènes plus monumentales, hiératiques, figées, ainsi qu'un dessin et des expressions plus calmes et sereines. Cela traduit une inspiration byzantine de la part du miniaturiste, à la différence des manuscrits du « premier style », aux décors plus proches de ceux des livres anglo-saxons. Si les illustrations sont moins foisonnantes et riches de détails parfois amusants, le décor est très recherché, et l’accent est mis sur l’ornementation.
Le vœu de pauvreté des frères cisterciens est peut-être visible dans ce légendier dans l’abandon de l’or mais aussi par les illustrations de petites tailles et la gamme de couleurs réduite. Pourtant, la richesse ornementale du décor se déploie sur de nombreuses pages, en particulier dans le premier volume (ms. 641).

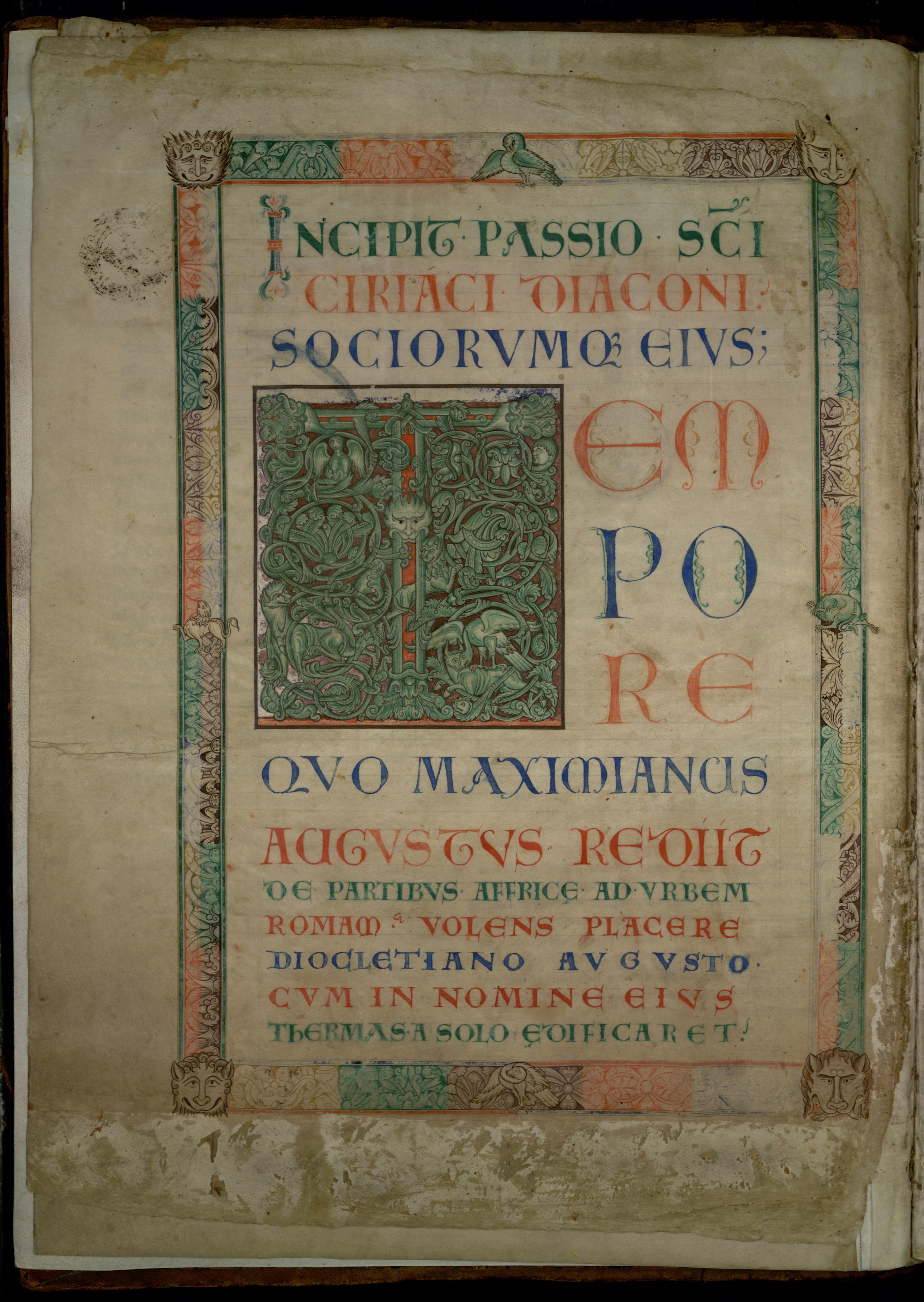
Folio 2 verso : Passion de saint Cyriaque de Rome, initiale "T" enluminée.

Ainsi, le folio 2v, consacré au récit de la passion de saint Cyriaque de Rome présente une initiale considérée comme un des meilleurs exemples ornementaux du « deuxième style » des manuscrits de Cîteaux. Dans un cadre rectangulaire, la lettre T est ornée de nombreux rinceaux végétaux aux enroulements en forme de spirales. Ces enchevêtrements portant fleurs et feuillages sont peuplés de nombreuses créatures : félins, bœuf, oiseaux mais aussi masques animaux et humains, le tout dans un subtil camaïeu de vert.

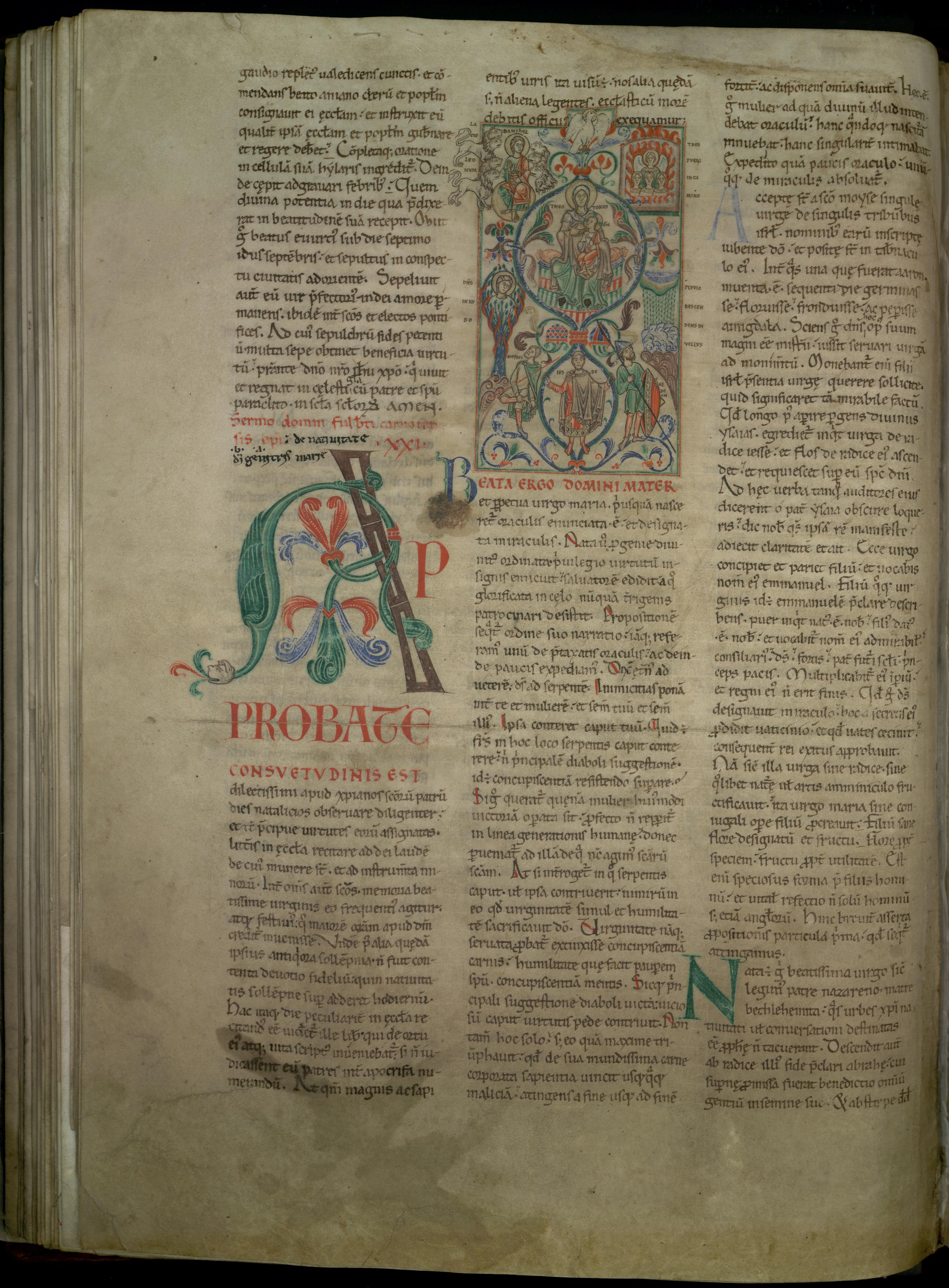
Folio 40 verso : illustration du sermon de Fulbert de Chartres sur la Nativité de la Vierge Marie.

Une des illustrations les plus remarquables est à chercher au folio 40v, non seulement pour ses qualités artistiques, mais aussi pour son propos théologique complexe. Le texte de cette page correspond au sermon de Fulbert de Chartres sur la Nativité de la Vierge Marie, un texte défendant les attributs à première vue paradoxaux de Marie, à la fois vierge et mère. Dans un cadre rectangulaire se distingue au centre, entre des rinceaux végétaux une image de la Vierge Marie (désignée sous le nom grec de Théotokos, mère de Dieu) donnant le sein à Jésus. Au-dessus de cette scène se trouve la colombe de l'Esprit Saint, et en dessous le personnage de Jessé, ancêtre du Christ par Joseph. Cette image reprend le thème de l’arbre de Jessé en montrant que Jésus est à la fois de nature humaine (en rappelant sa généalogie terrestre) et divine (avec la présence de la colombe, rappelant sa conception divine). Toutefois, le propos est enrichi par quatre scènes issues de l’Ancien Testament représentées aux angles, qui offrent des parallèles à la virginité de la Vierge Marie. Cette volonté de trouver des préfigurations du Nouveau Testament dans l’Ancien Testament est le propre d’une lecture typologique de la Bible. Ainsi, une de ces images montre Moïse près du Buisson ardent (Ex, 3), qui brûle mais ne se consume pas, et qui serait donc une image de la Vierge Marie, qui aurait conçu un enfant tout en conservant sa virginité. Sur le même modèle intellectuel sont représentés Daniel au milieu de la fosse aux lions (Da, 6), les Trois Hébreux avec l’ange dans la fournaise (Da, 3), et enfin Gédéon avec la toison demeurée sèche malgré la rosée (Jg, 6). Cette petite miniature présente donc, malgré sa taille, un discours théologique particulièrement complexe. Ce propos sophistiqué au sujet de la Vierge Marie peut être mis en parallèle avec la figure de saint Bernard de Clairvaux qui cherchait à promouvoir la dévotion mariale,.
Enfin, le premier volume présente, en plus d’initiales décorées, de nombreuses figures de saints commémorés sur cette période de l’année : Taurin (f. 4v), Symphorien (f. 10v), Radegonde (f. 11r), Arnulphe (f. 18r), Mammès (f. 20v), Agapit (f. 21v), Philibert (f. 22v), Barthélémy (f. 24v), Augustin (f. 31v), Gilles (f. 37r), Matthieu (f. 57r), Michel (f. 64r), Jérôme (f. 66v) et Martin (f. 113r).

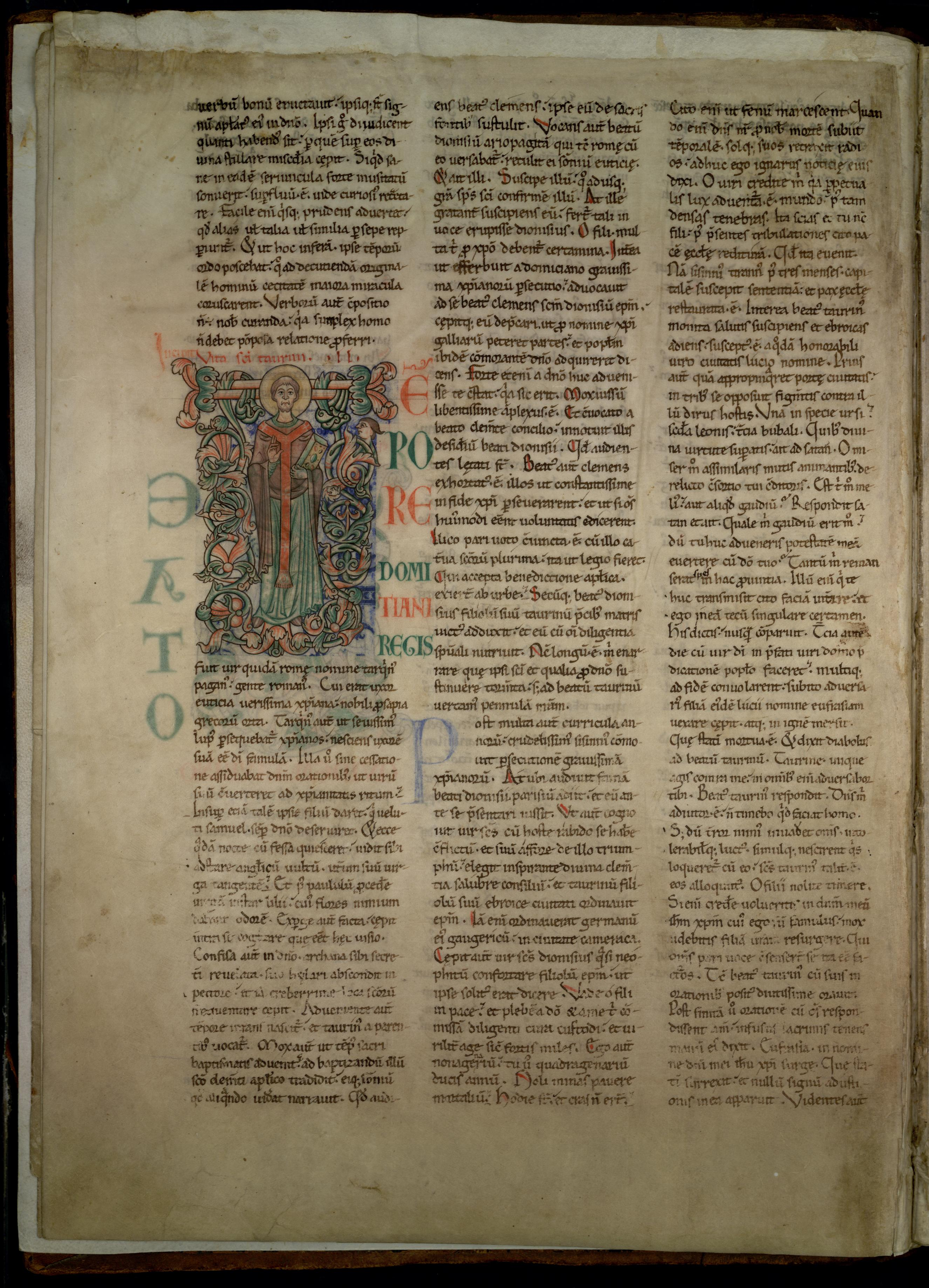
Folio 4 verso, initiale "T" avec l'image de saint Taurin.
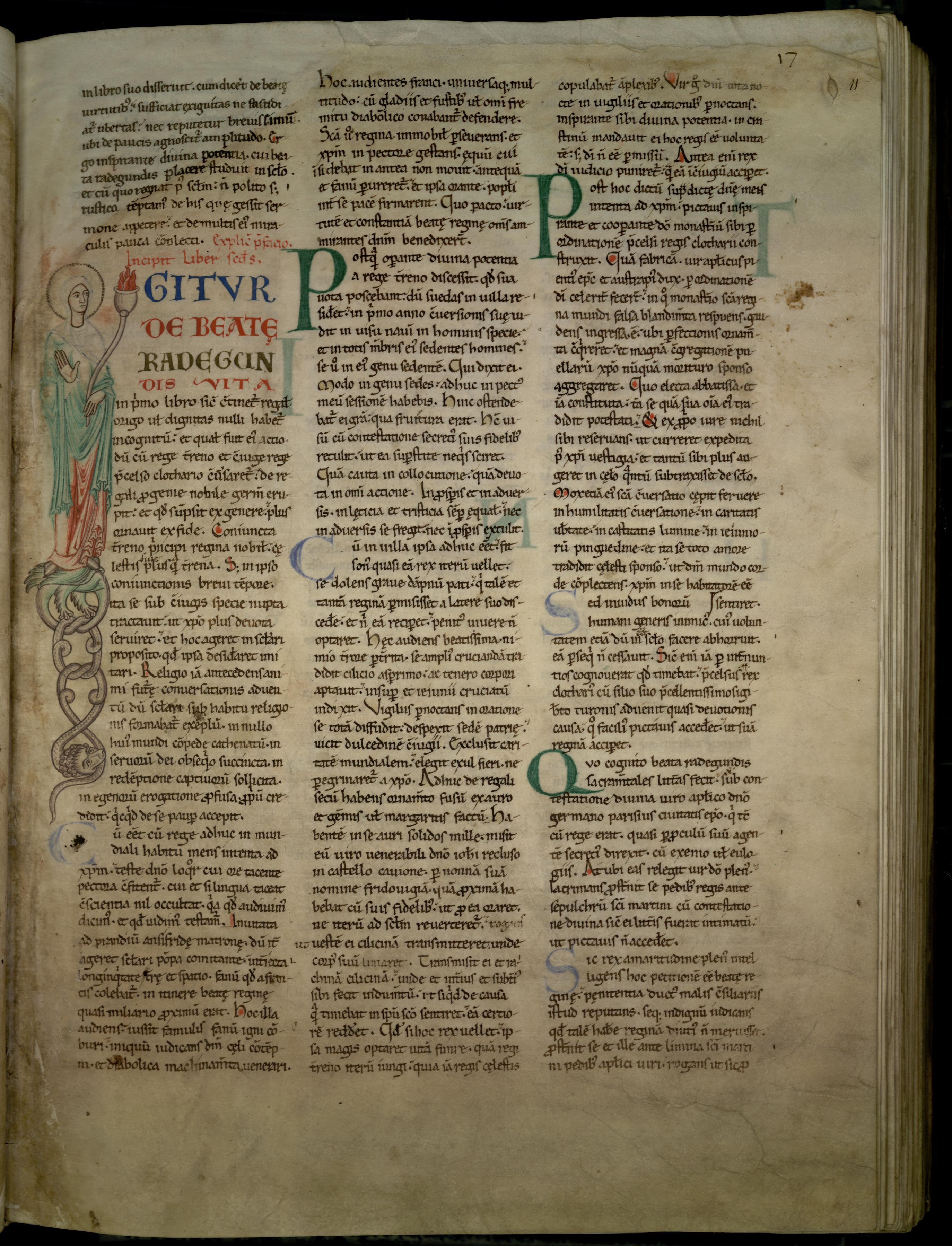
Folio 11 recto : initiale "I" avec sainte Radegonde.
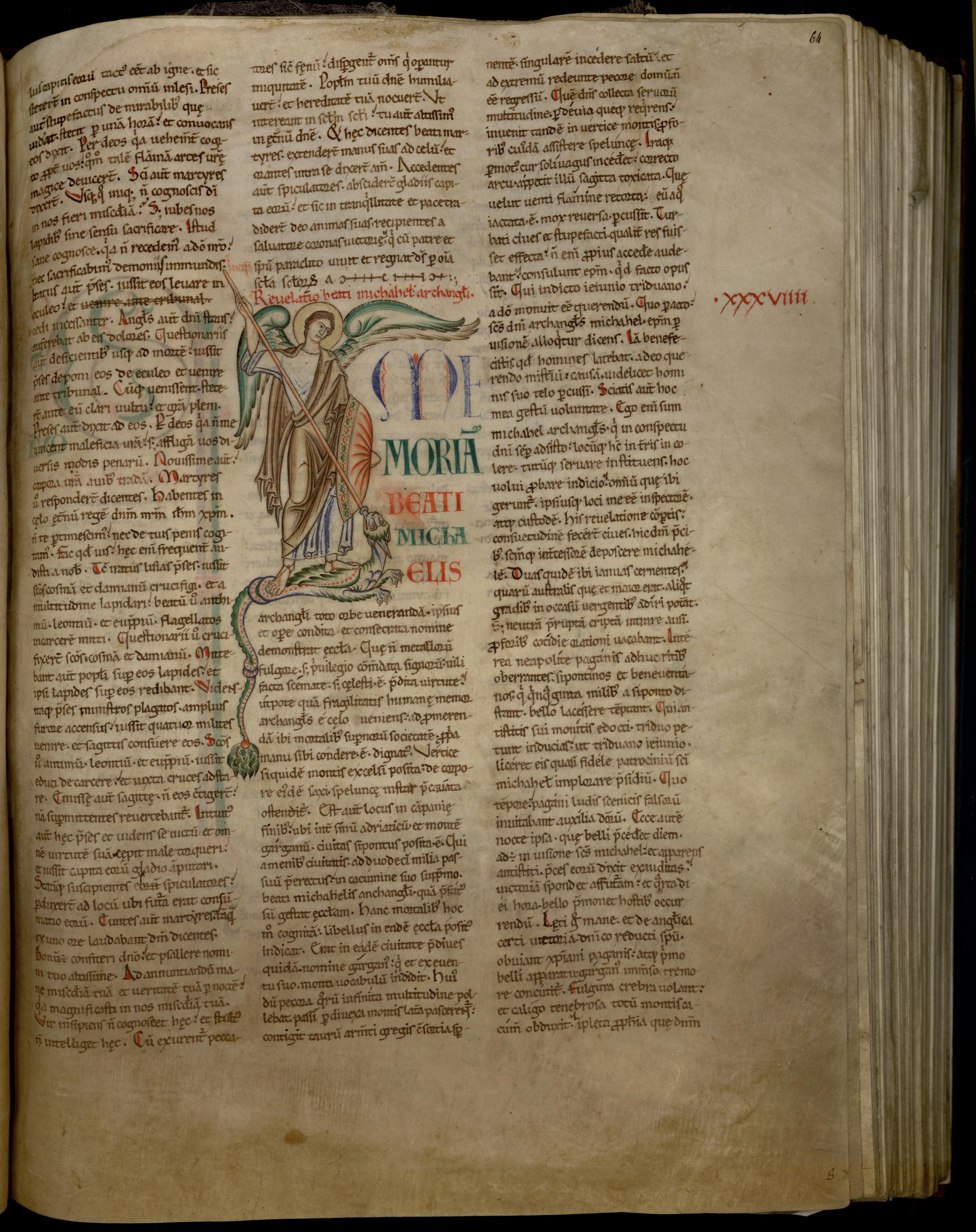
Folio 64 recto : image montrant saint Michel terrassant le dragon.
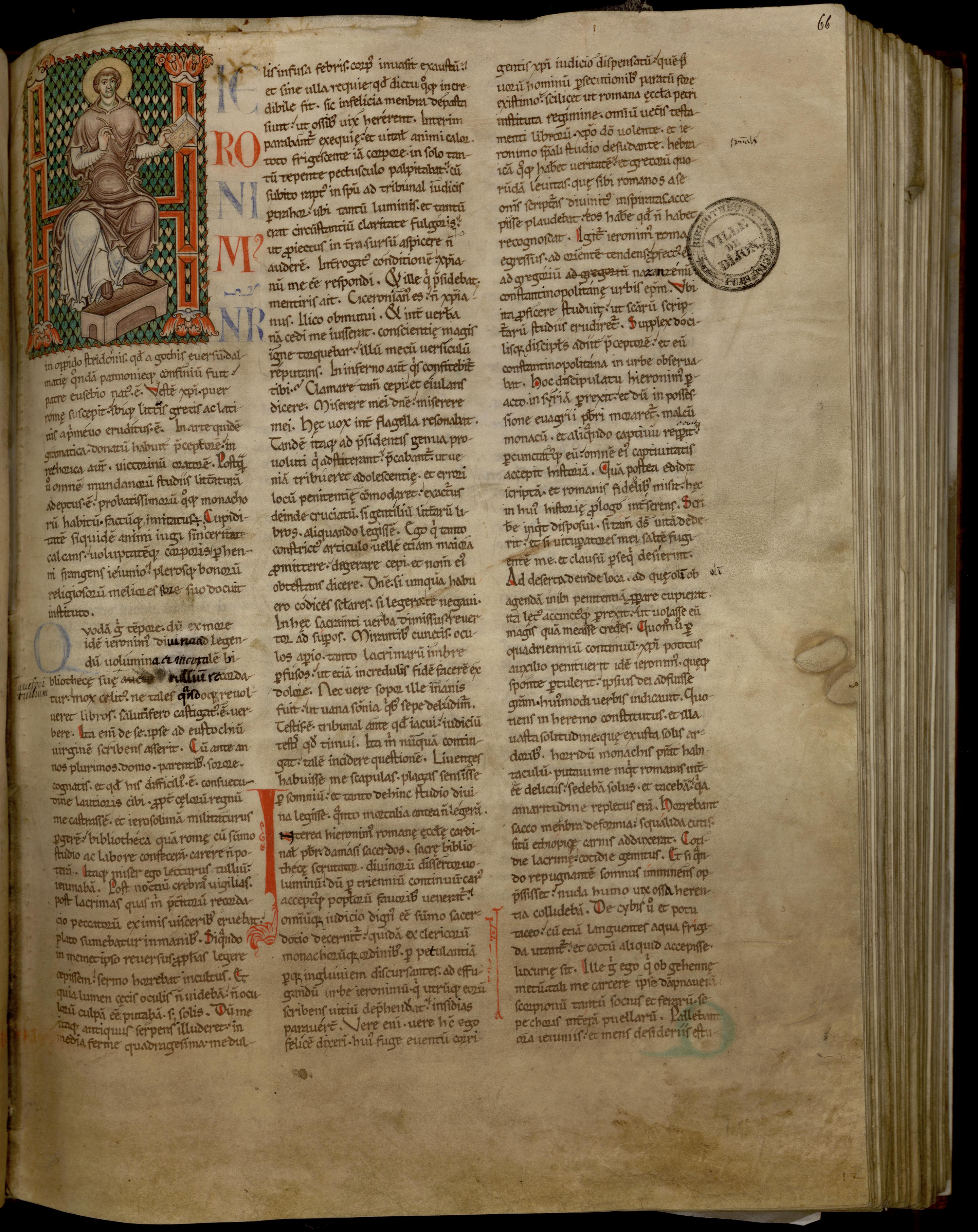
Folio 66 recto : initiale "H" avec l'image de saint Jérôme.